# عبد السلام شنار

## سيرته
عبد السلام بن عبد الهادي شَنَّار الدمشقي الميداني، الحنفيُّ مذهباً، الشاذليُّ طريقةً، الأشعريُّ عقيدةً. ولد في دمشق 30 يونيو 1968م في حي الميدان.
أنهى دراسة الثانوية العامة بالفرع العلمي عام 1986 ثم التحق بمعهد الفتح الإسلامي في نفس العام, وتخرج منه عام 1991 ـ 1992. بدرجة جيد جداً, ولم يحصِّل أي شهادة علميَّة بعد ذلك. عمل موجها في الثانوية الشرعية في حي الميدان لسنة دراسية واحدة. درس في بعض الثانويات الشرعية في دمشق وريفها, ولكنه لم يستمر بذلك لظروف خاصة, لم يفصح عنها.
عمل خطيباً في مساجد متعددة في دمشق وريفها. خطب في مسجد دار الحديث في دمشق بالوكالة لمدة ثلاث سنوات وبعدها تنقل في عدة مساجد, إلى أن استقر به الحال خطيباً وإماماً في جامع العادل, في مشروع دمر, المعروف بدمشق الجديدة, واستمر خمس سنوات. انتقل إلى مسجد القاضي أبي يوسف ـ في ببيلا من ريف دمشق ـ إماماً وخطيباً, واستمر عشر سنوات ثم نقل إلى مسجد الأحمدي خطيباً فقط.

## ممارسته للدعوة
الشيخ معروف بين طلاب العلم بنشاطه الدَّعوي, كان يقيم دروسَ العلم بالكتب التخصصية في بيته وفي المساجد التي كان خطيبا وإماما فيها, بالإضافة إلى بعض الدروس العامة. فالشيخ يعقد دروسه في بيته من بعد طلوع الفجر بساعة لمدة تتراوح بين ساعتين وثلاث ساعات، يقرأ العقيدة, والفقه, والمنطق, والمصطلح, والتفسير, واللغة العربية. كان يستقبل في بيته طلاب العلم من مختلف الجنسيات, وأكثر ما قرأ عنده طلاب العلم القادمون من ماليزيا وباكستان. الشيخ يحب قراءة كتب علم الكلام, ولا يكاد يأتي إليه طالب علم إلا وأقرأه كتاباً في علم الكلام, من كلامه: من أعظم العبادات تصحيح عقائد المسلمين.

## أعماله العلمية
اشتغل الشيخ بتحقيق الكتب وهو طالب في معهد الفتح الإسلامي, فكان أول كتاب أخرجه شرح الورقات للمحلي, كان في السنة السادسة في المعهد, وهي السنة الدراسية الأخيرة. وبعد تخرجه من المعهد تابع اشتغاله في تحقيق الكتب, فأخرج الكتب التالية:
- شرح الباجوري على متن السنوسية في العقيدة الأشعرية
- تحفة المريد شرح جوهرة التوحيد تأليف الشيخ إبراهيم الباجوري في العقيدة
- ضوء المعالي شرح بدء الأمالي للشيخ علي القاري في العقيدة
- شرح الخريدة البهية كذلك في العقيدة
- شرح العقيدة الطحاوية للشيخ الغنيمي الميداني
- شرح العقيدة الطحاوية للشيخ البابرتي
- شرح العقائد النسفية للشيخ السعد التفتازاني
- عقيدة أهل التوحيد, المعروفة بالسنوسية الكبرى, للإمام السنوسي.
- مراقي الفلاح للشيخ الشرنبلالي, فقه حنفي
- المختار للفتوى وهو متن كتاب الاختيار فقه حنفي
- شرح الورقات للإمام المحلي أصول فقه شافعي
- لطائف الإشارات أصول فقه شافعي
- حاشية الدمياطي على شرح المحلي أصول فقه شافعي.
- فتح المعين شرح قرة العين فقه شافعي.
- مراقي العبودية شرح بداية الهدية في التصوف
- إيضاح المبهم شرح السلم المنورق في المنطق .

## مصنفاته
- ليس منا كتاب جمع فيه الأحاديث التي جاء فيها قوله عليه الصلاة والسلام: «ليس منا» وشرحها شرحا موسعاً.
- اللباس بين السنة والبدعة, بين فيه جميع الأحكام المتعلقة باللباس, بين الأحكام مشفوعة بأدلتها من الكتاب والسنة, وحرص على بيان الأحكام على المذاهب الأربعة, وذكر الأدلة مفصَّلة.
- الأكل والشرب بين السنة والبدعة, بين في جميع الآداب والأحكام المتعلقة بالأكل والشرب, مبيناً آراء المذاهب الأربعة.
- زيارة القبور بين السنة والبدعة, بين فيه آراء فقهاء المذاهب الأربعة في آداب وأحكام زيارة القبور, مبيناً دليل كلٍّ.
- الاستئذان بين السنة والبدعة, كذلك بين فيه آراء فقهاء المذاهب الأربعة في آداب وأحكام زيارة القبور, مبيناً دليل كلٍّ.
- لابس ثوبي زور, رسالة صغيرة بين فيها حكم شراء الشهادات العلمية, ردَّ في ذلك على أولئك الذين يكذبون على الناس ويدعون بأنهم نالوا شهادة الدكتوراة, وفي الواقع هم كذبة قاموا بشرائها, بين أدلة تحريم ذلك, وحكم إطلاق لفظ الدكتور على أولئك.
- إتمام اليقين في بيان عقائد المسلمين, رسالة صغيرة الحجم في العقيدة على مذهب أبي الحسن الأشعري.
- الذكر بعد الصلاة بين السنة والبدعة, بين فيه بعض الأمور التي يفعلها العامة بعد الصلاة معتقدين أنها سنة, وهي على خلاف ذلك, وبين الصحيح المشروع فعله بعدالصلاة, لم يخرج في ذلك عن أقوال فقهاء المذاهب الأربعة.